# Toyoyama
Toyoyama (豊山町?) è una cittadina giapponese della prefettura di Aichi.